# Луни (Псковский район)
Луни — деревня в Ядровской волости Псковского района Псковской области.
Расположена на правом берегу реки Черёха, на юго-восточной границе города Пскова.
| 2001 | 2002 | 2010 |
| ---- | ---- | ---- |
| 12   | ↘8   | ↗14  |